# فرج پودر
از محدودیتهای روش‌های اولیه متالورژی پودر پایین بودن استحکام آن‌ها نسبت به فرایندهای رقیب می‌بود؛ که با بکارگیری روشهای نوین (Warm compaction، ایزو استاتیک گرم، آهنگری پودر، extrusion، Powders rolling، Incretion mounding Powders) این نقص برطرف گردید. روش آهنگری پودر نیز از روشهای تکمیلی و نوین برای بهبود خواص مهندسی قطعات متالورژی پودر می‌باشد.
تاریخچه استفاده از روش آهنگری پودر به سال ۱۹۶۷ برمی گردد که بر روی اتومبیل پورشه ۹۲۸ نصب گردید؛ ولی تا سال ۱۹۸۱ که کمپانی تویوتا این نوع شاتون را بر روی مدل Camry خود نصب نمود، تولید صنعتی پیدا نکرد.
در بعضی تقسیم بندی‌ها روش آهنگری پودر را در رده آهنگری دقیق قرار می‌دهند یا به عبارتی نوعی آهنگری دقیق به شمار می‌رود. این فرایند یک فرایند دقیق فرم دهی فلزات است که قابل رقابت با دیگر فرایندها از قبیل انواع روش‌های آهنگری، ریخته گری و ماشینکاری می‌باشد. آهنگری پودر به‌طور کلی فرایندی است که مراحل تولید را کم کرده یا بسیاری از آن‌ها را حذف می‌کند.
استفاده از روش آهنگری پودر باعث بهبود خواص مکانیکی مخصوصاً خواص خستگی می‌گردد. خواص خستگی قطعات تهیه شده از این فرایند به صورت چشمگیری بهتر از قطعات آهنگری شده ضربه‌ای است.
اولین مرحله در تولید با روش آهنگری پودر شکل دادن پودر به شکل قطعه مورد نظر می‌باشد که توسط پرس‌های کامپکت صورت می‌گیرد. قالب ساخت Pre-Form باید طوری طراحی و ساخته شود که انتقال پودر و در نتیجه توزیع وزنی قطعه را در این مرحله تضمین نماید. پس از کامپکت کردن زینترن کردن قطعات در کوره انجام می‌گیرد. پس از زینترینگ، قطعات به‌وسیله روبات یا دستی در قالب پرس فورج قرار می‌گیرد پرس فورج از نوع هیدرولیک یا ضربه‌ای با بیرون انداز اتوماتیک عمل می‌کند.